# 安延明
安延明（1955年—），美国华裔哲学家、翻译家。

## 生平
出生于北京。复旦大学哲学学士（1982），哲学硕士 （1985），美国密西根大学 （The University of Michigan）亚洲语言文化博士 （1997）。此外，曾作为访问学者、特殊研究生在荷兰阿姆斯特丹大学 (Amsterdam University)(1987-1988),美国埃默里大学 (Emory University)(1991-1992) 学习德国当代哲学 （从现象学到解释学的哲学运动)。

安延明的职业经历包括，中国社会科学院哲学研究所助理研究员（1985-1991），密西根大学讲师（1997-1998），美国普里斯顿大学(Princeton University)讲师 （1998-1999），美国克莱姆森大学 (Clemson University) 汉学和哲学助教授（1999-2005），副教授（2005-2009），教授（2009--）。此外，曾作为访问教授在下述大学短期工作：大连理工大学 （2004夏季-2010夏季），首都师范大学（2006 秋季），西安外国语大学 （2019 夏季）和 德国爱尔兰根-纽伦堡大学 (Erlangen-Nuremberg University) (2017 秋季）。
安延明的专业领域是，中国古代哲学，德国黑格尔-马克思传统，从现象学到解释学的哲学运动，比较伦理学。他曾发表多种中英文著作，包括专著 The Idea of Cheng (Sincerity/Reality) in the history of Chinese Philosophy (中国哲学中“诚”的观念）（2005,2008），《狄尔泰的历史解释学理论》（1999），译著《精神科学中历史世界的建构》（The Formation of the Historical World in the Human Sciences）（2010），《尼采》(Friedrich Nietzsche) (1986,1991,2021)，《萨特》(Jean-Paul Sartre)(1991), 编著 New Life for Old Ideas: Chinese Philosophy in the Contemporary World) (2019)。 他曾在 Comparative Civilization Review, Dao: A Journal of Comparative Philosophy, Asian Philosophy, Philosophy: East and West, 《中国社会科学》，《哲学研究》，《世界哲学》，《复旦学报》，《读书》等杂志发表中英文论文、译文四十余篇。此外，他还发表多篇书评、百科全书词条等。

## 著作
- Chinese translation of Wilhelm Dilthey’s The Formation of the Historical World in the Human Sciences. China Renmin University Press, Beijing 2011.
- The Idea of Cheng (Sincerity/Reality) in the History of Chinese Philosophy. Global Scholarly Publications, New York 2006.
- The Historical Hermeneutics in Wilhelm Dilthey. Yuan-liou Publications, Taiwan, 1999.